# كاميرون يندلي
كاميرون يندلي (بالإنجليزية: Cam Lindley)‏ هو لاعب كرة قدم أمريكي في مركز الوسط، ولد في 18 يوليو 1997 في كارمل في الولايات المتحدة. لعب مع أورلاندو سيتي وإندي إليفن وممفيس 901 ونادي سانت لويس.

## وصلات خارجية
- كاميرون يندلي على موقع الدوري الأمريكي (الإنجليزية)
- كاميرون يندلي على موقع قاعدة بيانات كرة القدم.إي يو (الإنجليزية)
- كاميرون يندلي على موقع Soccerway.com (الإنجليزية)
- كاميرون يندلي على موقع عالم كرة القدم.نت (الإنجليزية)